# Uganda People's Democratic Army
Uganda People's Democratic Army (UPDA) var en rebellgrupp som var verksam i norra Uganda från mars 1986 till juni 1988.
I januari 1986 störtades president Tito Okellos regering av rebellarmén National Resistance Army (NRA) under Yoweri Musevenis befäl. NRA intog huvudstaden Kampala. I mars 1986 hade NRA-styrkor ockuperat acholifolkets traditionella områden, varifrån president Okello kom. Samma månad bildade före detta regeringssoldater från Acholiland som hade sökt skydd i södra Sudan rebellgruppen Uganda People's Democratic Army för att tvinga bort NRA från norra Uganda och återta acholis tidigare ställning.
I augusti 1986 attackerade UPDA, med utbrett stöd från acholibefolkningen, NRA:s styrkor i norr. NRA reagerade med ökande brutalitet mot befolkningen och rebellerna, kanske mest anmärkningsvärd var massakern på 45 civila acholier av FEDEMU, som tidigare var en liten rebellgrupp från Luwerotriangeln som motsatte sig Okellos regering, men som just hade blivit inkorporerad i NRA, efter att UPDA hade attackerat FEDEMU:s position. Sådana grymheter uppmuntrade acholibefolkningen att ge sitt stöd till upproret.
Trots detta hade UPDA vid slutet av 1986 visat sig oförmögna att återta städer, fastän de kontrollerade en stor del av landsbygden, och var tydligt på väg att förlora. Många rebeller deserterade, och mindre enheter började ägna sig åt brottslighet. Många acholier vägrade acceptera den logiska slutsatsen att motståndet var lönlöst och började stödja Holy Spirit Movement lett av Alice Auma, som utlovade ett jordiskt paradis, och liknande kiliastiska grupper, däribland den rebellgrupp ledd av Joseph Kony som skulle komma att bli Herrens motståndsarmé.
Efter ett år av allt mer desperata operationer, inklusive våldsamma strider bland de olika acholiska rebellgrupperna om resurser, undertecknade UPDA 3 juni 1988 ett avtal med regeringen som fordrade ett slut på konflikten och en demokratisk regering. Förhandlingarna var exceptionella på det sättet att de genomfördes av militära officerare från UPDA och NRA. UPDA:s politiska gren och National Resistance Movement var inte närvarande. UPDA:s högste befälhavare Odong Latek vägrade acceptera avtalet och anslöt sig till Herrens motståndsarmé, men de flesta UPDA-befälhavare ansåg att deras militära situation var hopplös och i början av 1989 hade UPDA upphört att existera.
UPDA ska inte förväxlas med UPDF, förkortning för Uganda People's Defense Force, det nya namnet på National Resistance Army.